# Heliura mimula
Heliura mimula är en fjärilsart som beskrevs av Max Wilhelm Karl Draudt 1917. Heliura mimula ingår i släktet Heliura och familjen björnspinnare. Inga underarter finns listade i Catalogue of Life.